# أنطوان جان بابتيست
انطوان جان بابتيست (بالفرنسية: Antoine Jean-Baptiste)‏ (20 يناير 1991 في فرنسا - ) هو لاعب كرة قدم فرنسي في مركز الدفاع. شارك مع منتخب مارتينيك لكرة القدم. أما مع النوادي، فقد لعب مع Luçon FC ‏.

## روابط خارجية
- أنطوان جان بابتيست على موقع قاعدة بيانات كرة القدم.إي يو (الإنجليزية)
- أنطوان جان بابتيست على موقع ناشيونال فوتبول تيمز (الإنجليزية)
- أنطوان جان بابتيست على موقع Soccerway.com (الإنجليزية)